# 그녀는 거짓말을 너무 사랑해 (드라마)
《그녀는 거짓말을 너무 사랑해》는 2017년 3월 20일부터 2017년 5월 9일까지 tvN에서 방영된 월화드라마이다. 이 드라마는 동명의 일본 만화를 원작으로 하고 있다.

## 줄거리
정체를 숨긴 천재 작곡가 ‘강한결’과 그에게 첫 눈에 반한 비타민 보이스 여고생 ‘윤소림’의 순정소환 청량로맨스를 그린 음악 로맨스 드라마.

## 등장 인물

### 주요 인물
- 이현우 : 강한결 역 (아역 : 정유근) - 천재 작곡가
- 박수영 : 윤소림 역 (아역 : 이서현) - 천성적으로 타고난 가창력을 지닌 여고생으로 밴드 ‘머시앤코’의 보컬
- 이정진 : 최진혁 역 -‘SOLE 뮤직 N’의 대표
- 이서원 : 서찬영 역 - 베이시스트
- 홍서영 : 채유나 역 - 한결의 여자친구이자 최정상의 솔로 여가수

### 강한결의 주변 인물
- 최민수 : 강인우 역 - 한결의 아버지
- 김성주 : 유시현 역 - 리더이자 보컬
- 신제민 : 이윤 역 - 메인 기타리스트이자 키보디스트
- 장기용 : 지인호 역 - 드러머이자 래퍼

### 윤소림의 주변 인물
- 임예진 : 김순희 역 - 소림의 할머니
- 송강 : 백진우 역 - 소림을 짝사랑하는 친구로 밴드 ‘머시앤코’ 멤버
- 박종혁 : 이규선 역 - 소림의 친구로 밴드 ‘머시앤코’의 드러머
- 김인권 : 봉선생 역 - 소림의 담임선생님
- 전유림 : 이세정 역 - 소림의 같은 반 친구 , 소림이와 대립

### 최진혁의 주변 인물
- 박지영 : 유현정 역
- 이하은 : 연수연 역

### 그 외 인물들
- 이유준 : 실장 역
- 김민석 : 구준석 역
- 박선희 : 규선엄마 역
- 김서영
- 전유림
- 인성호
- 최남욱
- 최나무
- 정유안
- 민경진
- 강우제
- 윤은별
- 유지혁
- 최지안
- 유지연
- 손윤주 (목소리 출연)
- 서단우
- 조영선
- 이영래
- 경규민
- 이호석 : 밴드 역
- 박재석 : 밴드 역
- 김수현 : 밴드 역
- 한찬영 : 밴드 역
- 남상란
- 안두호
- 한원종 : 보컬디렉터 역
- 이현걸
- 강우저
- 홍서준
- 여시현
- 하정
- 양경원
- 정유환
- 이태현
- 정희예
- 천민경
- 안예원
- 박형욱
- 박순평 : 밴드 역
- 이준섭 : 밴드 역
- 김익태
- 이상희
- 류성열
- 오기환
- 류성민
- 박선희
- 김영조
- 최세민
- 김민아
- 김진섭
- 손우현
- 이효균 (목소리 출연)
- 이시영 (목소리 출연)
- 양한나
- 안두호
- 김재일
- 강례인
- 동윤석
- 이수련 : 기자 역
- 김민경
- 여운복
- 조수혁
- 정호
- 김민광 (목소리 출연)
- 권정민
- 김하늘
- 김재철
- 원유빈
- 이은주
- 박성준
- 임시우

### 특별출연
- 이대연
- 백수련
- 박혜나
- 박해수 : 전문 기타 세션 역
- 김영필 : 유석 역
- 모모랜드 (연우, 혜빈, 나윤) : 소속사 SOLE 뮤직 N의 연습생 역
- INX
- 김용건
- 36.5밴드

## 시청률
최저 시청률과 최고 시청률은 시청률 조사회사와 지역별로 시청률에 차이가 있을 수 있습니다.
| 2017년 | 2017년   | 2017년     | 2017년      |
| 회차   | 방송일   | AGB 시청률 | TNmS 시청률 |
| ------ | -------- | ---------- | ----------- |
| 제1회  | 3월 20일 | 1.524%     | 2.0%        |
| 제2회  | 3월 21일 | 1.345%     | 1.7%        |
| 제3회  | 3월 27일 | 1.267%     | 1.3%        |
| 제4회  | 3월 28일 | 1.839%     | 1.7%        |
| 제5회  | 4월 3일  | 1.435%     | 1.7%        |
| 제6회  | 4월 4일  | 1.460%     | 1.2%        |
| 제7회  | 4월 10일 | 1.693%     | 1.7%        |
| 제8회  | 4월 11일 | 1.623%     | 1.7%        |
| 제9회  | 4월 17일 | 1.494%     | 1.3%        |
| 제10회 | 4월 18일 | 1.433%     | 1.2%        |
| 제11회 | 4월 24일 | 1.384%     | 1.2%        |
| 제12회 | 4월 25일 | 1.592%     | 1.4%        |
| 제13회 | 5월 1일  | 1.387%     | 1.0%        |
| 제14회 | 5월 2일  | 1.550%     | 1.8%        |
| 제15회 | 5월 8일  | 1.227%     | 1.8%        |
| 제16회 | 5월 9일  | 1.379%     | 1.4%        |